# Congruência triangular
Casos de congruência de triângulos (ou simplesmente, congruência triangular) são critérios creditados a Tales de Mileto, dados a dois ou mais triângulos para estabelecer que estes são congruentes (podendo dizer que são idênticos, ou seja, com todas as medidas iguais). Há cinco conhecidos casos de congruência triangular:

## Definição

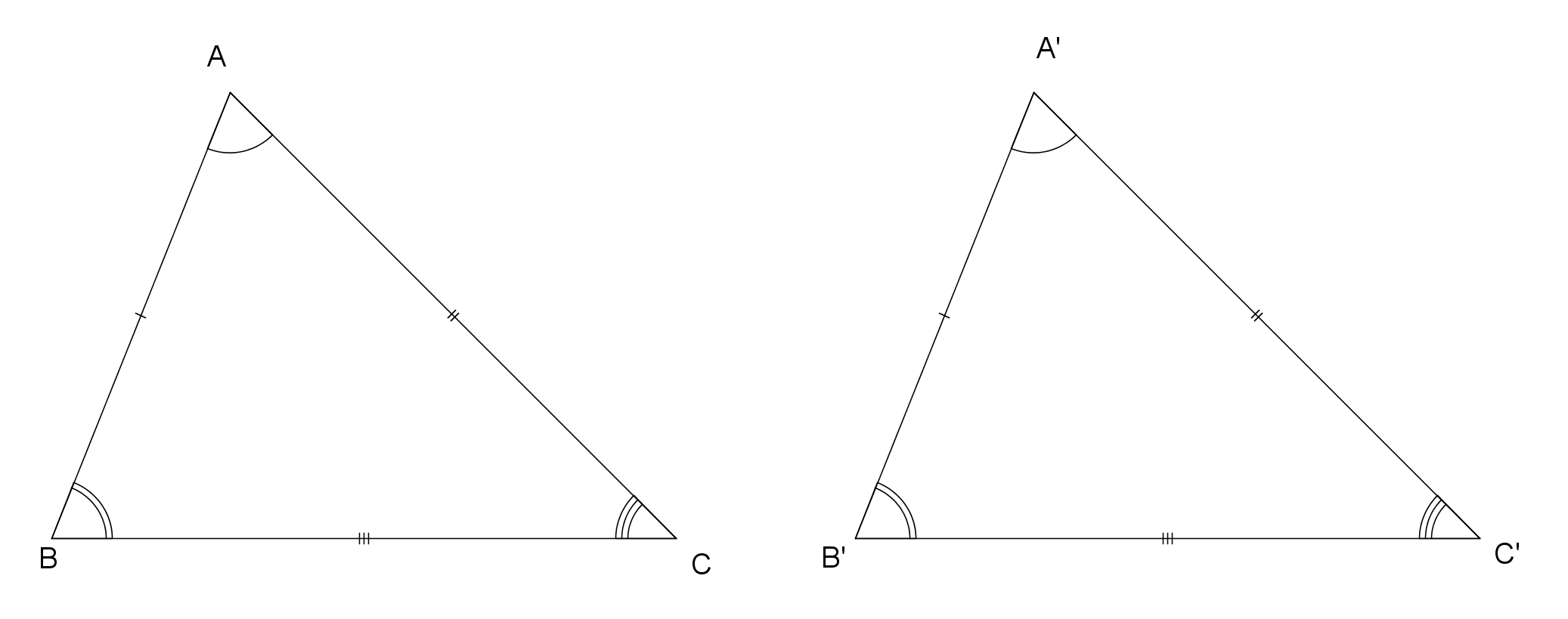
Dois triângulos congruentes.

Um triângulo é congruente (símbolo {\displaystyle \equiv }) a outro se, e somente se, é possível estabelecer uma correspondência entre seus vértices de modo que:
- seus lados são ordenadamente congruentes aos lados do outros;
- seus ângulos são ordenadamente congruentes aos ângulos do outro.

Na figura ao lado temos dois triângulos congruentes.
Assim, pela definição de triângulos congruentes temos:
{\displaystyle \triangle {\text{ABC}}\equiv {\triangle {\text{A'B'C'}}}\quad \Longleftrightarrow \quad {\begin{cases}{\overline {\text{AB}}}\equiv {\overline {\text{A'B'}}}\\{\overline {\text{AC}}}\equiv {\overline {\text{A'C'}}}\\{\overline {\text{BC}}}\equiv {\overline {\text{B'C'}}}\end{cases}}\qquad {\text{e}}\qquad {\begin{matrix}{\hat {A}}\equiv {\hat {A'}}\\{\hat {B}}\equiv {\hat {B'}}\\{\hat {C}}\equiv {\hat {C'}}\end{matrix}}}

## Propriedades
A congruência entre triângulos é reflexiva, simétrica e transitiva.
Essas propriedades, de reflexão, simetria e transitividade na congruência de triângulos podem expressas da seguinte forma:
- Todo triângulo é congruente a si mesmo (reflexiva): {\displaystyle \triangle {\text{ABC}}\equiv \triangle {\text{ABC}}}.
- Se um triângulo é congruente a outro, então este outro é congruente ao primeiro (simétrica): {\displaystyle \triangle {\text{ABC}}\equiv \triangle {\text{DEF}}\Rightarrow \triangle {\text{DEF}}\equiv \triangle {\text{ABC}}}.
- Se um triângulo é congruente a outro e este outro é congruente a um terceiro triângulo, então o primeiro triângulo é congruente ao terceiro (transitiva): {\displaystyle \triangle {\text{ABC}}\equiv \triangle {\text{DEF}}\quad {\text{e}}\quad \triangle {\text{DEF}}\equiv \triangle {\text{GHI}}\quad \Rightarrow \quad \triangle {\text{ABC}}\equiv \triangle {\text{GHI}}}

## Casos de congruência
A definição de congruência de triângulos dá todas as condições que devem ser satisfeitas para que dois triângulos sejam congruentes. Existem o que podemos chamar de "condições mínimas" para que dois triângulos sejam congruentes. Essas condições são chamadas casos ou critérios de congruência.

### Caso LAL (lado, ângulo, lado)
Esse caso pode ser expresso da seguinte forma:
"Se dois triângulos têm ordenadamente congruentes dois lados e o ângulo compreendido entre eles, então esses triângulos são congruentes."
Esta proposição é um postulado (aceito sem demonstração) e indica que, se dois triângulos têm ordenadamente congruentes dois lados e o ângulo compreendido entre eles, então o lado restante e os outros dois ângulos restantes também são ordenadamente congruentes.

### Caso ALA (ângulo, lado, ângulo)
Esse caso pode ser expresso da seguinte forma:

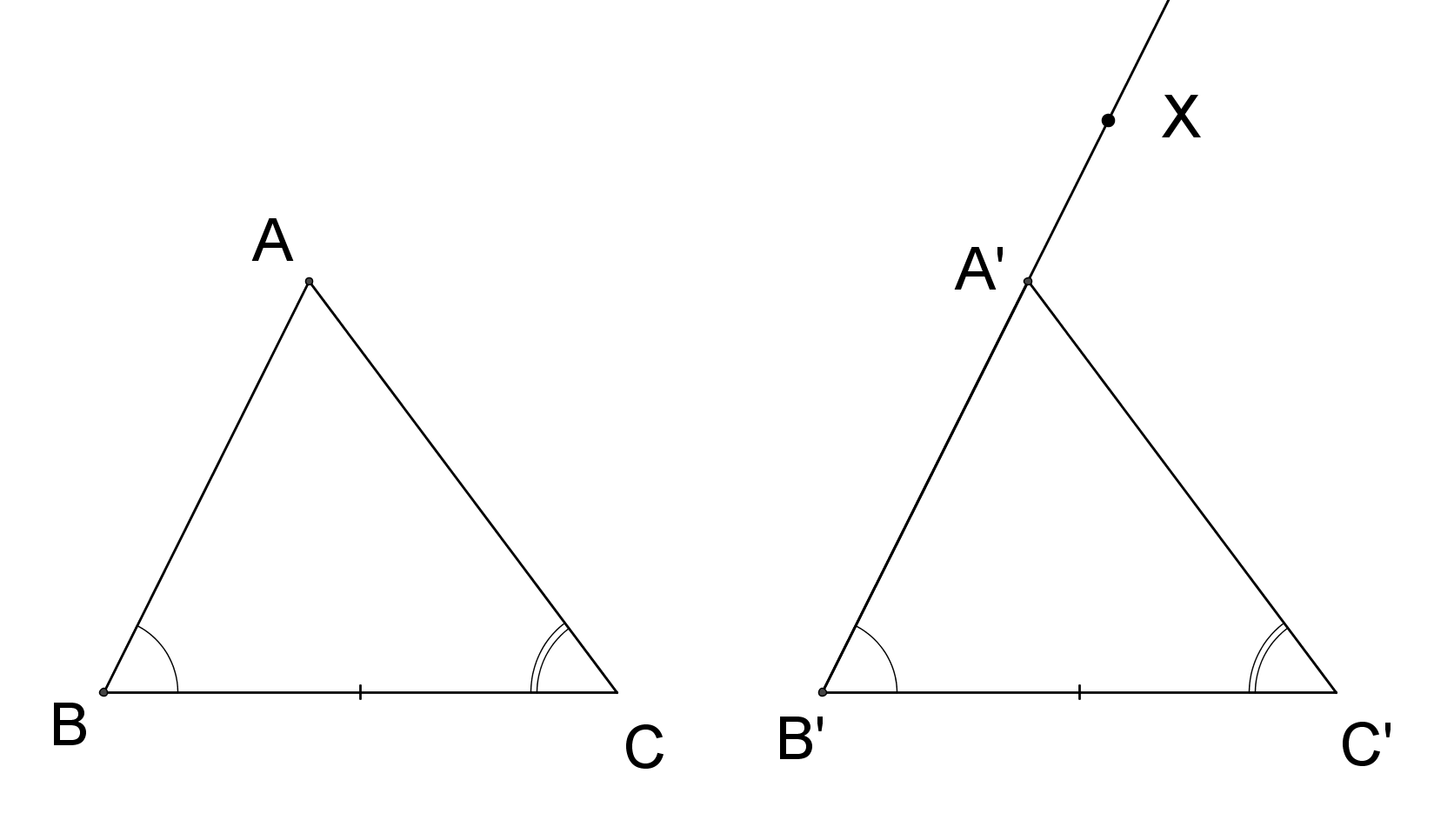
Imagem de suporte para demonstração.

"Se dois triângulos têm ordenadamente congruentes um lado e os dois ângulos a ele adjacentes, então esses triângulos são congruentes."
Diferente do caso {\displaystyle LAL}, essa proposição não é um postulado. Para podermos aplicá-la, precisamos fazer sua demonstração.

#### Demonstração[2]
Para provar esse caso de congruência, vamos, primeiramente, enunciá-lo na forma de um teorema utilizando as informações geométricas da figura ao lado:
Sejam os triângulos {\textstyle \triangle {\text{ABC}}} e {\textstyle \triangle {\text{A'B'C'}}}, vamos demonstrar que:
{\displaystyle {\hat {B}}\equiv {\hat {B'}}\quad {\text{e}}\quad {\overline {BC}}\equiv {\overline {B'C'}}\quad {\text{e}}\quad {\hat {C}}\equiv {\hat {C'}}\qquad \Longrightarrow \qquad \triangle {\text{ABC}}\equiv \triangle {\text{A'B'C'}}}

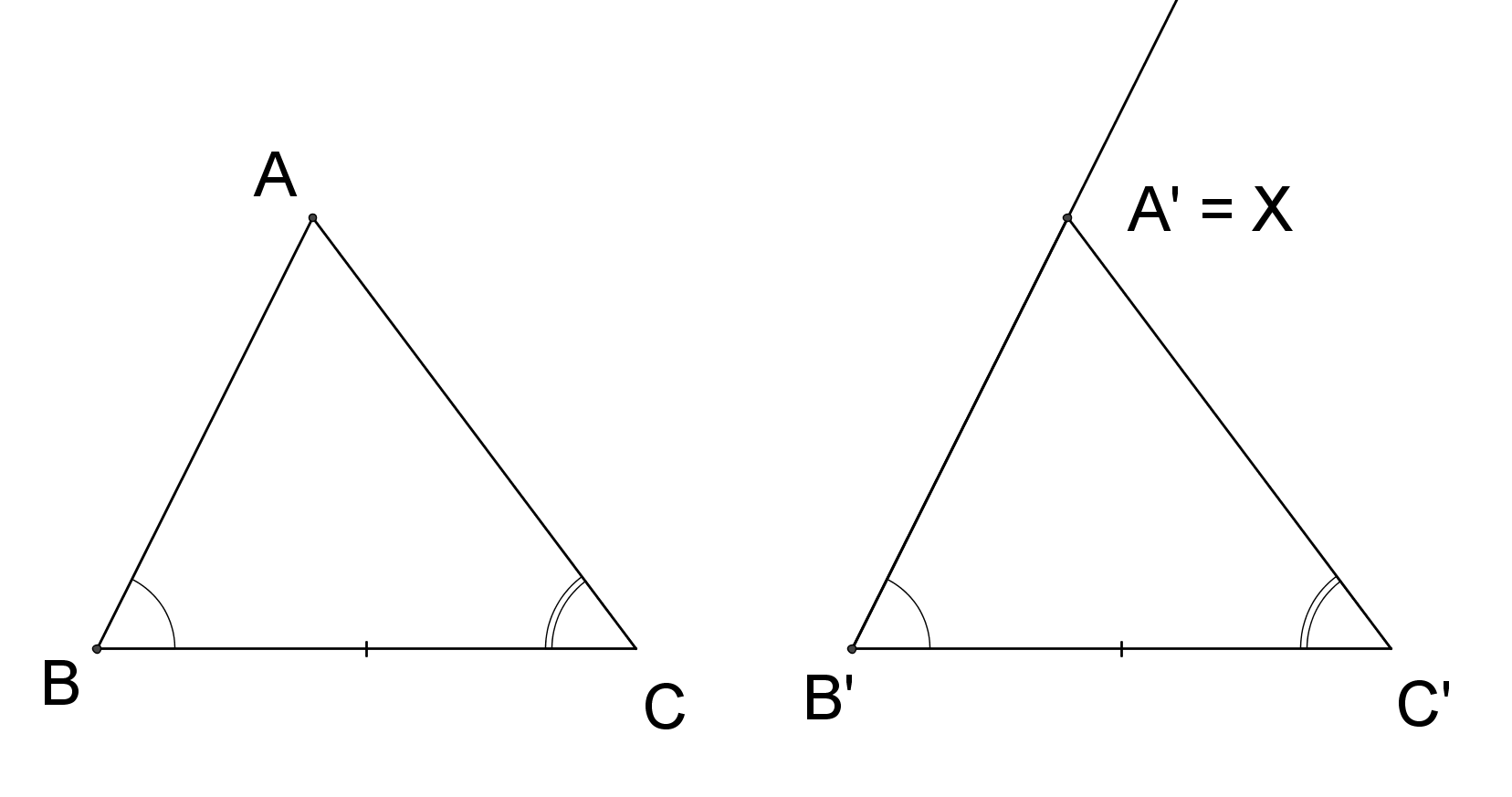
Imagem suporte para demonstração

Para fazer essa demonstração, partiremos da hipótese e buscaremos provar que {\displaystyle {\overline {BA}}\equiv {\overline {B'A'}}}, de modo a cair no caso de congruência {\displaystyle LAL}.
Pelo postulado do transporte de segmentos, podemos obter na semirreta {\displaystyle {\overrightarrow {B'A'}}} um ponto {\displaystyle X} tal que {\displaystyle {\overline {B'X}}\equiv {\overline {BA}}}.
Assim, dessa construção, temos que o triângulo {\displaystyle \triangle {\text{ABC}}} é congruente ao triângulo {\displaystyle \triangle {\text{XB'C'}}}. Isso pode ser enunciado da seguinte forma:
{\displaystyle {\overline {BC}}\equiv {\overline {B'C'}}\quad {\text{e}}\quad {\hat {B}}\equiv {\hat {B'}}\quad {\text{e}}\quad {\overline {BA}}\equiv {\overline {B'X}}\qquad \Rightarrow \qquad \triangle {\text{ABC}}\equiv \triangle {\text{XB'C'}}\left(LAL\right)\qquad \Longrightarrow {B{\hat {C}}A}\equiv {B'{\hat {C'}}X}}.
Utilizando essas informações, voltaremos a nossa hipótese. Por hipótese temos que {\displaystyle B{\hat {C}}A\equiv {B'{\hat {C'}}A'}} e agora temos que {\displaystyle B{\hat {C}}A\equiv {B'{\hat {C'}}X}}.
Observaremos que, através dessa informações, temos que as retas {\displaystyle {\overleftrightarrow {B'A'}}} e {\displaystyle {\overleftrightarrow {C'X}}} se interceptam em um único ponto, que é o ponto {\displaystyle X}.
Da mesma forma, temos também que as retas {\displaystyle {\overleftrightarrow {B'A'}}} e {\displaystyle {\overleftrightarrow {C'A'}}}  também se interceptam em um único ponto, que é o ponto {\displaystyle A'}.
Assim, pelo postulado do transporte de ângulos e pelas congruências {\displaystyle B{\hat {C}}A\equiv {B'{\hat {C'}}A'}} e {\displaystyle B{\hat {C}}A\equiv {B'{\hat {C'}}X}}, temos que os pontos {\displaystyle X} e {\displaystyle A'} são coincidentes.
Logo, como {\displaystyle X\equiv {A'}} e {\displaystyle {\overline {B'X}}\equiv {\overline {BA}}}, implica {\displaystyle {\overline {B'A'}}\equiv {\overline {BA}}}.
Com essa última informação caímos no primeiro caso de congruência ({\displaystyle LAL}) e demonstramos que:
{\displaystyle {\hat {B}}\equiv {\hat {B'}}\quad {\text{e}}\quad {\overline {BC}}\equiv {\overline {B'C'}}\quad {\text{e}}\quad {\hat {C}}\equiv {\hat {C'}}\qquad \Longrightarrow \qquad \triangle {\text{ABC}}\equiv \triangle {\text{A'B'C'}}}.
Logo, se dois triângulos têm ordenadamente congruentes um lado e os dois ângulos a ele adjacentes, então esses triângulos são congruentes.

### Caso LLL (lado, lado, lado)

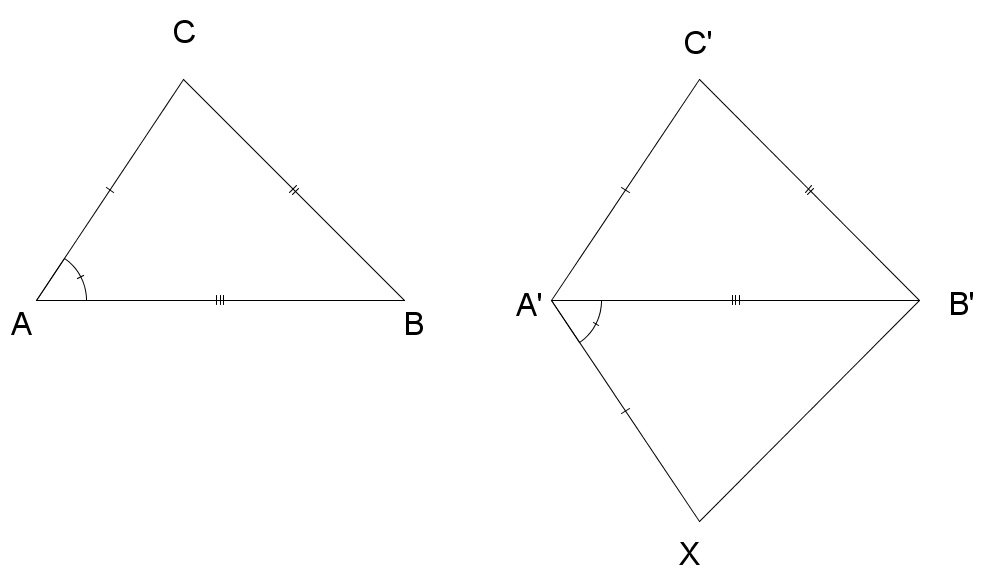
Imagem suporte para demonstração

Esse caso pode ser expresso da seguinte forma:

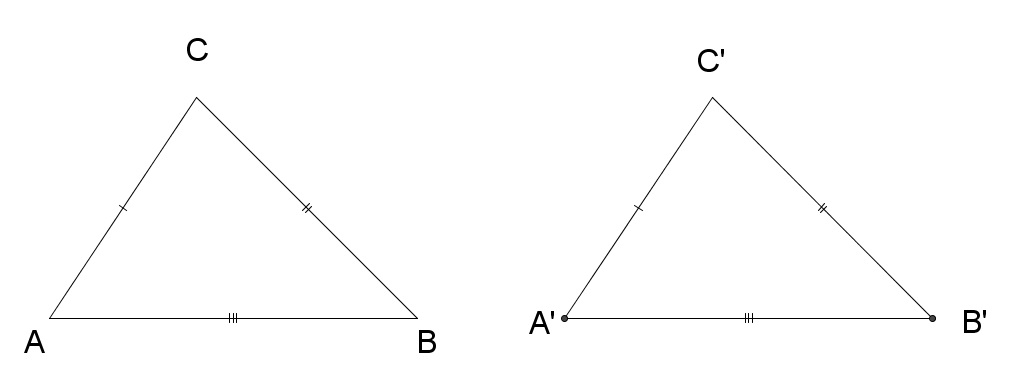
Visualização do caso de congruência triangular lado-lado-lado

"Se dois triângulos têm ordenadamente os três lados respectivos congruentes, então esses dois triângulos são congruentes."
Observe os dois triângulos ao lado. O triângulos {\displaystyle \triangle {ABC}} e {\displaystyle \triangle {A'B'C'}} possuem seus respectivos lados congruentes. Isso implica que os dois triângulos são congruentes.
Isso pode ser enunciado da seguinte forma:
{\displaystyle {\overline {AB}}\equiv {\overline {A'B'}}\quad {\text{e}}\quad {\overline {BC}}\equiv {\overline {B'C'}}\quad {\text{e}}\quad {\overline {AC}}\equiv {\overline {A'C'}}\qquad \Longrightarrow \qquad \triangle {ABC}\equiv \triangle {A'B'C'}}
Diferente do caso {\displaystyle LAL}, essa proposição não é um postulado. Para podermos aplicá-la precisamos fazer sua demonstração.

#### Demonstração
Precisamos mostrar que, se dois triângulos têm ordenadamente congruentes os três lados, então esses triângulos são congruentes.
Para isso, vamos, primeiramente, enunciar esse teorema com notação matemática adequada.
{\displaystyle {\overline {AB}}\equiv {\overline {A'B'}}\quad {\text{e}}\quad {{\overline {AC}}\equiv {\overline {A'C'}}}\quad {\text{e}}\quad {{\overline {BC}}\equiv {\overline {B'C'}}}\qquad \Longrightarrow \qquad {\triangle {ABC}}\equiv {\triangle {A'B'C'}}}
Para prosseguir, utilizaremos o postulado do transporte de ângulos e o postulado do transporte de segmentos de modo a obter um ponto {\displaystyle X} no semiplano oposto ao de {\displaystyle C'} em relação à reta {\displaystyle {\overleftrightarrow {A'B'}}}, tal que
{\displaystyle X{\hat {A'}}B'\equiv {C{\hat {A}}B}}
e
{\displaystyle {\overline {A'X}}\equiv {\overline {AC}}}

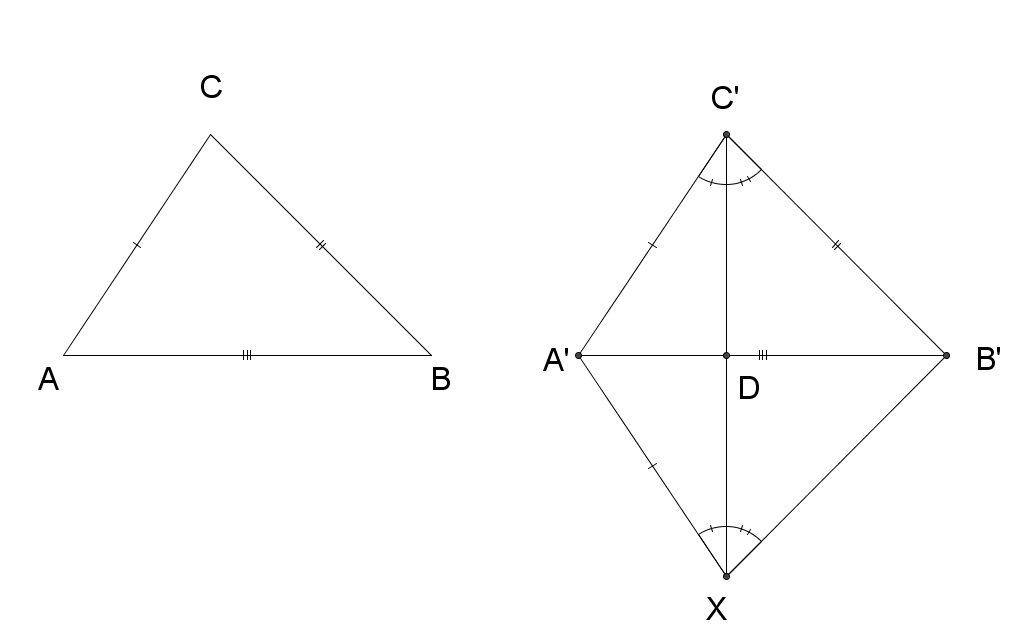
Imagem suporte para demonstração

Assim, através dessa última relação, podemos perceber, por transitividade, que {\displaystyle {\overline {A'X}}\equiv {\overline {A'C'}}} (uma vez que {\displaystyle {\overline {A'X}}\equiv {\overline {AC}}\equiv {\overline {A'C'}}}).
Dessas informações, temos a congruência dos triângulos {\displaystyle \triangle {ABC}} e {\displaystyle \triangle {A'B'X}}:
{\displaystyle {\overline {AB}}\equiv {\overline {A'B'}}\quad {\text{e}}\quad {{X{\hat {A}}B}\equiv {C{\hat {A}}B}}\quad {\text{e}}\quad {{\overline {A'X}}\equiv {\overline {AC}}}\qquad \left(LAL\right)\Longrightarrow \qquad {\triangle {ABC}}\equiv {\triangle {A'B'X}}}.
Dessa congruência temos que {\displaystyle {\overline {XB'}}\equiv {\overline {CB}}} e {\displaystyle {\overline {XB'}}\equiv {\overline {C'B'}}}.
A partir dessas relações podemos ver que os triângulos {\displaystyle \triangle {A'C'X}} e {\displaystyle \triangle {B'C'X}} são triângulos isósceles, ambos de base {\displaystyle {\overline {C'X}}}.
Tomando um ponto {\displaystyle D}, que seja o ponto de intersecção de {\displaystyle {\overline {C'X}}} com a reta {\displaystyle {\overleftrightarrow {A'B'}}}, temos as seguintes congruências, que ocorrem entre os ângulos da base dos triângulos isósceles:
{\displaystyle A'{\hat {C'}}D\equiv {A'{\hat {X}}D}\quad {\text{e}}\quad {D{\hat {C'}}B'}\equiv {D{\hat {X}}B'}}.
Através dessas relações entre os ângulos temos que:
{\displaystyle A'{\hat {C'}}B'=A'{\hat {C'}}D+D{\hat {C'}}B'}
e
{\displaystyle A'{\hat {X}}B'=A'{\hat {X}}D+D{\hat {X}}B'=A'{\hat {C'}}D+D{\hat {C'}}B'}
Assim vemos que {\displaystyle A'{\hat {C'}}B'\equiv {A'{\hat {X}}B'}}.
Assim, temos a congruência entre os triângulos {\displaystyle \triangle {A'B'C'}} e {\displaystyle \triangle {A'B'X}} pelo caso {\displaystyle LAL}:
{\displaystyle {\overline {A'C'}}\equiv {\overline {A'X}}\quad {\text{e}}\quad {A'{\hat {C'}}B'\equiv {A'{\hat {X}}B'}}\quad {\text{e}}\quad {{\overline {C'B'}}\equiv {\overline {XB'}}\quad \left(LAL\right)\qquad \Longrightarrow }\qquad \triangle {A'B'C'}\equiv \triangle {A'B'X}}
Temos então que {\displaystyle \triangle {ABC}\equiv \triangle {A'B'X}\equiv \triangle {A'B'C'}}. Por transitividade, temos que {\displaystyle \triangle {ABC}\equiv {\triangle {A'B'C'}}}.
Logo, se dois triângulos têm três lados respectivos congruentes, então esses triângulos são congruentes.

### Caso especial CH (cateto, hipotenusa)
Esse caso é um caso particular do {\textstyle LLL} e pode ser expresso da seguinte forma:

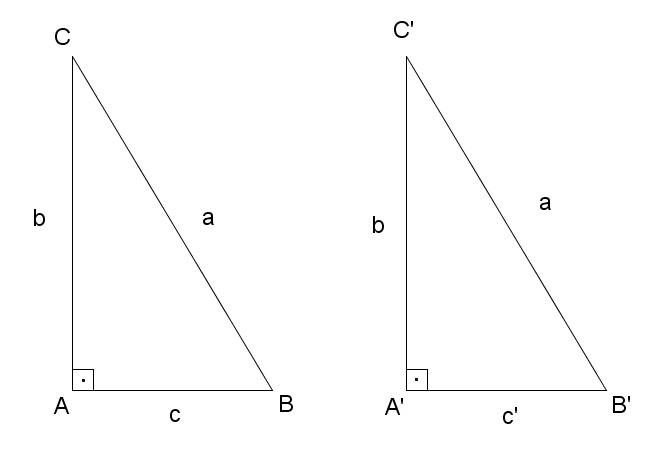
Caso de congruência cateto-hipotenusa.

"Se dois triângulos retângulos têm congruentes um cateto e a hipotenusa, então esses triângulos são congruentes."
A demonstração desse resultado consiste em provar que, na verdade, esse caso é um caso especial de {\textstyle LLL}.

#### Demonstração
Vamos demonstrar que se dois triângulos retângulos têm congruentes um cateto e a hipotenusa, então esses triângulos são congruentes.
Para isso, sejam dados o triângulo retângulo {\textstyle \triangle {ABC}}, com hipotenusa medindo {\textstyle a} e catetos medindo {\textstyle b} e {\textstyle c}, e o triângulo retângulo {\textstyle \triangle {A'B'C'}}, com hipotenusa medindo {\textstyle a'} e catetos medindo {\textstyle b'} e {\textstyle c'}. Por hipótese temos {\textstyle a=a'}e, sem perda de generalidade, {\textstyle b=b'}. Então, do teorema de Pitágoras, temos:{\displaystyle a^{2}=b^{2}+c^{2}}e{\displaystyle (a')^{2}=(b')^{2}+(c')^{2}}donde, obtemos {\textstyle b^{2}+c^{2}=(b')^{2}+(c')^{2}} e, como assumimos {\textstyle b=b'}, temos {\textstyle c=c'}. Isto implica os triângulos dados são congruentes, pelo caso {\displaystyle LLL}. Logo, se dois triângulos retângulos têm congruentes um cateto e a hipotenusa, então esses triângulos são congruentes.

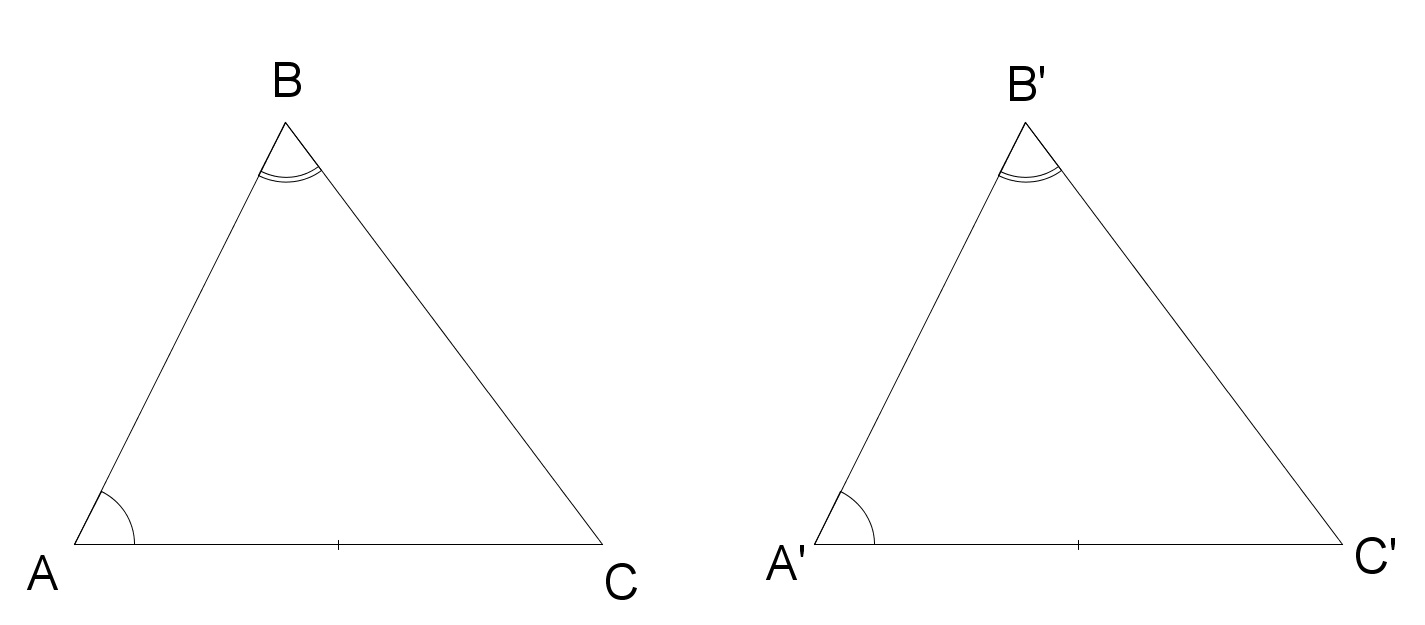
Visualização do caso de congruência

### Caso LAAo (lado, ângulo, ângulo oposto)
Esse caso pode ser expresso da seguinte forma:
"Se dois triângulos têm ordenadamente um lado, um ângulo adjacente e o ângulo oposto a esse lado, então esses triângulos são congruentes."
Esse caso de congruência não é um postulado. Portanto, para aplicá-lo, precisamos fazer sua demonstração.

#### Demonstração[2]
Primeiramente, para fazer essa demonstração, vamos enunciar esse caso de congruência sob a forma de um teorema, utilizando notação matemática adequada.
{\displaystyle {\overline {AC}}\equiv {\overline {A'C'}}\quad {\text{e}}\quad {C{\hat {A}}B}\equiv {C'{\hat {A'}}B'}\quad {\text{e}}\quad {A{\hat {B}}C}\equiv {A'{\hat {B'}}C'}\qquad \Longrightarrow \qquad {\triangle {ABC}}\equiv {\triangle {A'B'C'}}}
Partindo-se da nossa hipótese, podemos observar que há três possibilidades de relações existentes entre os segmentos {\displaystyle {\overline {AB}}} e {\displaystyle {\overline {A'B'}}}. Faremos a demonstração a partir de cada uma dessas possibilidades.
- 1° {\displaystyle {\overline {AB}}\equiv {\overline {A'B'}}}

Nesse primeiro caso podemos facilmente demonstrar a congruência dos triângulos, uma vez que acabamos por cair no caso de congruência {\displaystyle LAL}, pois:
{\displaystyle {\overline {AC}}\equiv {\overline {A'C'}}\quad {\text{e}}\quad {\hat {A}}\equiv {\hat {A'}}\quad {\text{e}}\quad {\overline {AB}}\equiv {\overline {A'B'}}\qquad \Longrightarrow \qquad {\triangle {ABC}\equiv {\triangle {A'B'C'}}}}.
Assim, nessa primeira possibilidade vemos que os dois triângulos são congruentes.
- 2° possibilidade.2° {\displaystyle {\overline {AB}}<{\overline {A'B'}}}

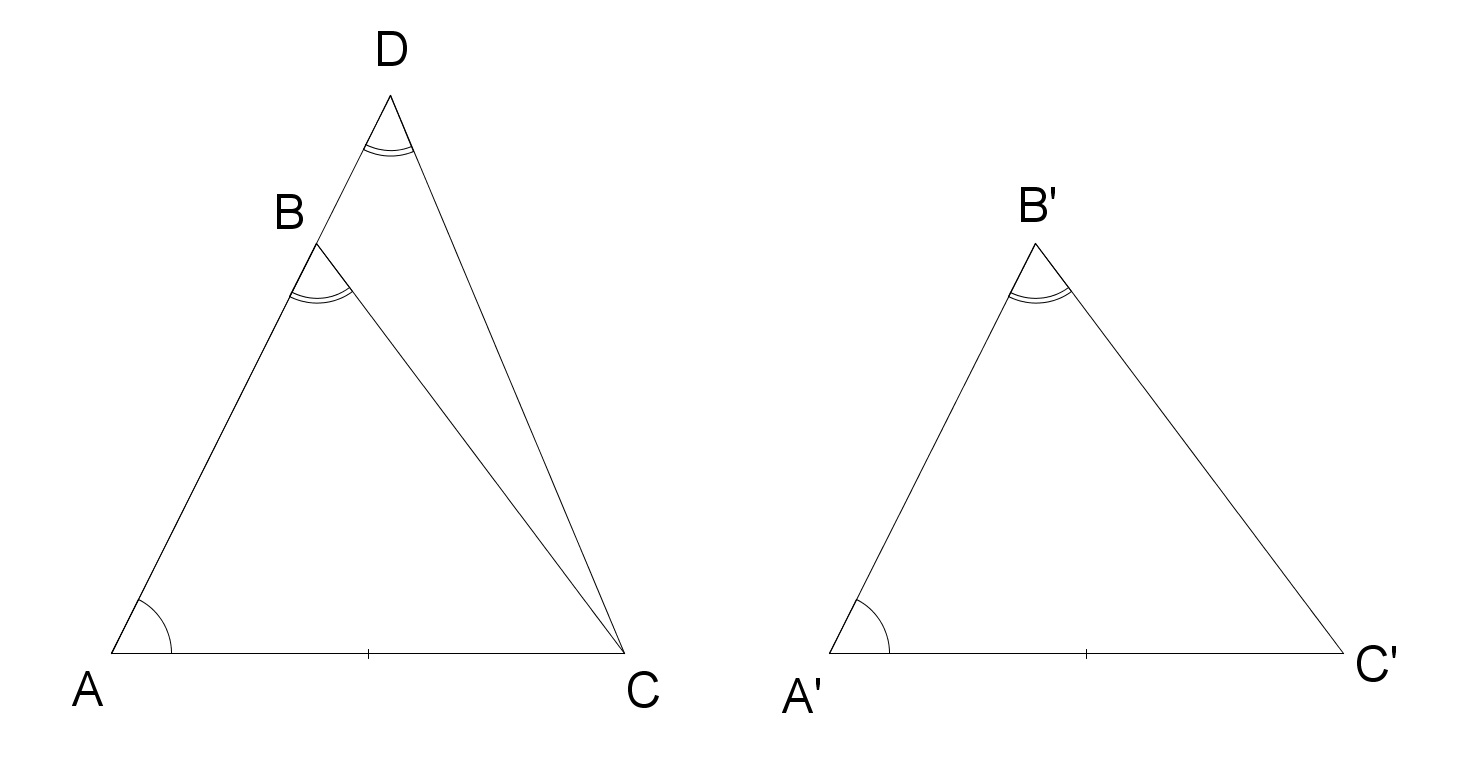
2° possibilidade.

Como estamos partindo dessa relação acima como sendo verdadeira, tomaremos um ponto {\displaystyle D} sobre a semirreta {\displaystyle {\overrightarrow {AB}}} e externo ao segmento {\displaystyle {\overline {AB}}} de tal modo que {\displaystyle {\overline {AD}}\equiv {\overline {A'B'}}}.
Se fizermos isso, teremos que os triângulos {\displaystyle \triangle {ACD}} e {\displaystyle \triangle {A'B'C'}} são congruentes pelo caso de congruência {\displaystyle LAL}, pois:
{\displaystyle {\overline {AC}}\equiv {\overline {A'C'}}\quad {\text{e}}\quad {\hat {A}}\equiv {\hat {A'}}\quad {\text{e}}\quad {\overline {AD}}\equiv {\overline {A'B'}}\qquad \Longrightarrow \qquad {\triangle {ADC}\equiv \triangle {A'B'C'}}}
Essa relação implica que {\displaystyle {\hat {B}}\equiv {\hat {D}}}, por transitividade. Essa relação contradiz a nossa hipótese, através do teorema do ângulo externo, que diz que o ângulo externo de um triângulo é maior do que qualquer ângulo interno não adjacente. Assim, vemos que o ângulo externo ao {\displaystyle \triangle {BDC}} no vértice {\displaystyle D} deve ser maior que o ângulo {\displaystyle C{\hat {B}}D}. Porém, vemos que esses dois ângulos são congruentes.
Assim, vemos que essa segunda possibilidade não ocorrerá e podemos, portanto, descartá-la.
- 3° {\displaystyle {\overline {AB}}>{\overline {A'B'}}}

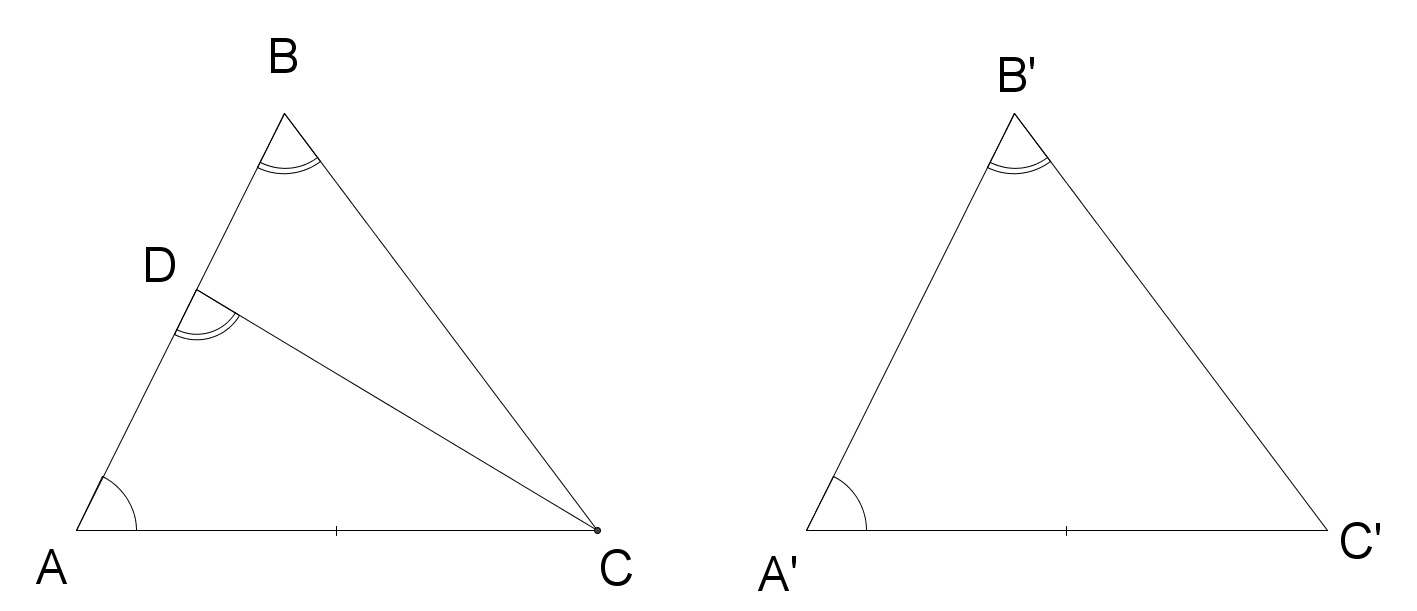
3° possibilidade

Essa possibilidade pode ser anulada da mesma forma que a anterior. Para isso basta apenas tomar o ponto {\displaystyle D} estando sob o segmento {\displaystyle {\overline {AB}}}, de modo que {\displaystyle {\overline {AD}}\equiv {\overline {A'B'}}}.
Com isso podemos verificar que os triângulos {\displaystyle \triangle {ACD}} e {\displaystyle \triangle {A'B'C'}} são congruentes pelo caso de congruência {\displaystyle LAL}, pois:
{\displaystyle {\overline {AC}}\equiv {\overline {A'C'}}\quad {\text{e}}\quad {\hat {A}}\equiv {\hat {A'}}\quad {\text{e}}\quad {\overline {AD}}\equiv {\overline {A'B'}}\qquad \Longrightarrow \qquad {\triangle {ADC}\equiv \triangle {A'B'C'}}}.
Assim, como na relação anterior temos que {\displaystyle {\hat {B}}\equiv {\hat {D}}}, o que é uma uma contradição, segundo o teorema do ângulo externo.
Logo essa possibilidade também não ocorrerá.
Uma vez que eliminamos a 2° e a 3° possibilidade, ficamos apenas com a primeira, que demonstra o nosso teorema.

Logo podemos afirmar que: se dois triângulos têm ordenadamente um lado, um ângulo adjacente e o ângulo oposto a esse lado, então esses triângulos são congruentes.